# Războiul stelelor: Ascensiunea lui Skywalker
Războiul stelelor: Episodul IX - Ascensiunea lui Skywalker (cunoscut și ca Războiul stelelor: Episodul IX) este un film american produs, scris și regizat de J.J. Abrams (care a mai regizat Războiul stelelor - Episodul VII: Trezirea Forței în 2015). Este al treilea film din noua trilogie a seriei de filme Războiul stelelor – precedat de Trezirea Forței (2015) și Ultimii Jedi (2017) – și ultimul episod din saga Skywalker. Scenariul este scris de J.J. Abrams și Chris Terrio. Rolurile principale au fost interpretate de actorii Carrie Fisher, Mark Hamill, Adam Driver și Daisy Ridley. 
Premiera filmului a fost programată a avea loc la 24 mai 2019, ulterior s-a anunțat că va avea premiera la 20 decembrie 2019 în Statele Unite.
A avut o lansare limitată la 16 decembrie 2019 la Hollywood.

## Distribuție
- Carrie Fisher ca Leia Organa
- Mark Hamill ca Luke Skywalker
- Adam Driver - Kylo Ren,[7]
- Daisy Ridley ca Rey[8], o orfană de pe Jakku și membră a Rezistenței. Este ultimul Jedi cunoscut și ultimul ucenic al lui Luke Skywalker[9].
- John Boyega ca Finn
- Oscar Isaac ca Poe Dameron
- Anthony Daniels ca C-3PO
- Naomi Ackie ca Jannah[10]
- Domhnall Gleeson ca General Hux